# 黄宝妹
黄宝妹（1931年12月—），女，上海浦东人，中国纺织工人，中共八大代表，两次荣获"全国劳动模范"称号，七一勋章获得者。

## 生平
1944年進入裕丰纱厂。1952年11月，黄宝妹加入中国共产党。1953年，黄宝妹獲評全国劳动模范。1958年，谢晋拍摄同名电影《黄宝妹》。1980年代，黄宝妹借调到江苏启东协助开办聚南棉纺厂。1987年1月，黄宝妹退休。